# Кирово (Минская область)
Кирово (бел. Кірава) — деревня в Слуцком районе Минской области Беларуси. Административный центр Кировского сельсовета. Находится в 7 км южнее Слуцка.

## История
Прежнее название (до 1935 года) — Царевцы, Царовцы (белор. Цараўцы). По рассказам старожилов, деревня получила такое название, потому что царь, осматривая свои земли, обратил своё внимание на красоту этого места и трудолюбии людей. Он отдыхал на берегу Случи 6 дней. С того времени место стали назвать Царским, а с годами Царевцы. 
В 1909 году село около реки Случь, 124 двора, 776 жителей, 2 православные церкви, больница, школа. На 1 января 1998 года 214 дворов, 460 жителей.
Одно из самых ранних упоминаний о приходской церкви в честь Иоанна Богослова в Царевцах относится к 1668 году. В 1782 году Царевская церковь упоминается в составе Слуцкой протопопии, т.е, во времена Унии местный приход сохранил православную веру.
В 1933 году последний настоятель царевской церкви протоиерей Митрофан Иванович Тиминский был арестован. Храм закрыли, в здании открыли кинотеатр, позже разобрали и сложили из церковного бруса клуб. В 1994 году здание клуба вновь было передано Иоанно-Богословской церкви, была установлена колокольня.
В деревне установлены памятники на братской могиле советских воинов и партизан, погибших во время Великой Отечественной войны, на могиле партизана М. Д. Василевича.

## Транспорт
Доехать со Слуцка до деревни можно на автобусах:

Слуцк АВ — Паничи

Слуцк АВ — Исерно

Расписание

## Инфраструктура
- Кировский сельский исполком
- Кировская сельская библиотека-филиал № 18 сети публичных библиотек Слуцкого района
- Кировский сельский дом культуры
- Магазин № 78
- Детский санаторий «Случь»
- Отделение № 70 филиала № 615 АСБ «Беларусбанк»
- Отделение почтовой связи «Кирово»

## Известные уроженцы
- Бондарчик, Василий Кириллович (1920—2009) — белорусский этнограф, историк.[6]
- Мурашко, Антинея Григорьевна (1924) — языковед, лауреат Государственной премии СССР.